# قرار مجلس الأمن التابع للأمم المتحدة رقم 1583
قرار مجلس الأمن التابع للأمم المتحدة رقم 1583 والذي اتخذ بالإجماع بتاريخ 28 يناير 2005 وبعد الإشارة إلى القرارات السابقة بشأن لبنان وإسرائيل بما في ذلك القرارات 425 (1978) و426 (1978) و1553 (2004)، مدد مجلس الأمم المتحدة فترة بقاء القوات المؤقتة (يونيفيل) في لبنان لمدة ستة أشهر أخرى حتى تاريخ 31 يوليو 2005، وأدان العنف على امتداد الخط الأزرق.